# 家族ノカタチ
『家族ノカタチ』（かぞくノカタチ）は、2016年1月17日から3月20日までTBS系で日曜日21:00 - 21:54に放送されたテレビドラマ。後藤法子のオリジナル脚本作品。主演は香取慎吾で、SMAP及びジャニーズ事務所在籍時、最後の連続ドラマ主演作となった。

## ストーリー
永里大介は、文具メーカーに勤務する39歳の独身で、結婚には後ろ向きの性格。一方の熊谷葉菜子は、大手商社に勤務する32歳のバツイチOL。そんな“結婚できない男”と“再婚しない女”の独身バトルを繰り広げるホームコメディ。

## 登場人物

### 主人公とヒロイン
永里 大介〈39〉
演 - 香取慎吾
文具メーカー「ペンナ」企画開発部の商品企画班・班長。高層マンションの407号室の入居者。
熊谷 葉菜子〈32〉
演 - 上野樹里
総合商社「帝光商事」飲料原料部・コーヒー課の社員。大介と同じマンションの507号室の入居者。

### 文具メーカー「ペンナ」
佐々木 彰一〈39〉
演 - 荒川良々
大介の同期。企画開発部の商品企画班。
入江 春人〈26〉
演 - 千葉雄大
大介の後輩社員。
小山 有香〈23〉
演 - 永尾まりや（AKB48）
企画開発部の商品企画班。
高倉〈25〉
演 - 丹野未結
企画開発部の商品企画班。
福田 亜由美〈24〉
演 - 小西キス
企画開発部の商品企画班。
澤 喜伸
演 - 奥田達士
企画開発部の課長。

### 総合商社「帝光商事」
田中 莉奈〈23〉
演 - 水原希子
飲料原料部・コーヒー課の新入社員。
山根 さとり〈32〉
演 - 柳原可奈子
飲料原料部・コーヒー課の派遣社員。
田中 伸明
演 - 入江雅人
飲料原料部・コーヒー課の部長。
安藤 智治
演 - 柴浩二
葉菜子の部下。

### 永里家
永里 浩太〈13〉
演 - 髙田彪我（さくらしめじ）
大介の義弟。
永里 恵〈41〉
演 - 水野美紀
陽三の後妻で、浩太の母。
永里 美佐代
演 - 浅茅陽子
陽三の亡き妻。大介の母。5年前に心筋梗塞で死去。
永里 陽三〈70〉
演 - 西田敏行
大介の父で元漁師。

### 大野家
大野 美佳〈37〉
演 - 観月ありさ
大介の元彼女。

### その他
梢 あや〈28〉
演 - 中村アン
ジムのインストラクター。
大野 康弘
演 - 夕輝壽太
ジムのインストラクター。
宮間
演 - 猪野学
大介の隣人。
高瀬 和弥〈35〉
演 - 田中圭
葉菜子の元夫。
岩淵 恭一
演 - 戸田昌宏
恵の兄。
高倉 静子
演 - 朝加真由美
春人の母。
シゲさん〈71〉
演 - 森本レオ
陽三の幼馴染。医師。
熊谷 律子〈60〉
演 - 風吹ジュン
葉菜子の母。
入江 茜
演 - 川口春奈
春人の妻。
有吉 加絵
演 - 我妻三輪子
ペンナの広報担当。
川村 久
演 - 桜井聖

## スタッフ
- 脚本 - 後藤法子
- 音楽 - 大間々昂、兼松衆
- メインテーマ - ellie「Unpredictable Story」（作詞：ellie、作曲：大間々昂）
- 音楽プロデューサー - 志田博英
- 演出補 - 古林淳太郎、坂上卓哉、松田健斗、大宮いろは、松浦ちひろ
- プロデューサー補 - 原田健太郎、重留万里、實光美々佳
- 編成 - 福田健太郎、中島啓介
- 編成・プロデューサー - 韓哲（TBS）
- プロデューサー - 佐藤敦司（ドリマックス）
- 演出 - 平野俊一、酒井聖博、松田礼人
- 製作 - ドリマックス、TBS

## 放送日程
| 各話                                                          | 放送日  | サブタイトル                         | 演出     | 視聴率 |
| ------------------------------------------------------------- | ------- | ------------------------------------ | -------- | ------ |
| 第1話                                                         | 1月17日 | 結婚しない息子と娘vs超破天荒な父と母 | 平野俊一 | 09.3%  |
| 第2話                                                         | 1月24日 | 元夫はストーカー⁉︎俺の城に危機迫る!   | 平野俊一 | 09.0%  |
| 第3話                                                         | 1月31日 | 亡き母からオヤジと息子へ最後の贈り物 | 酒井聖博 | 10.3%  |
| 第4話                                                         | 2月07日 | 再婚をしたい元夫と奇妙な三角関係勃発 | 松田礼人 | 09.9%  |
| 第5話                                                         | 2月14日 | 結婚式前夜に離婚!?父母が結ぶ夫婦の絆 | 平野俊一 | 08.6%  |
| 第6話                                                         | 2月21日 | オヤジおまえもか…後妻は結婚詐欺師!?  | 酒井聖博 | 08.6%  |
| 第7話                                                         | 2月28日 | オヤジがダメな女と再婚した本当の理由 | 松田礼人 | 08.0%  |
| 第8話                                                         | 3月06日 | オヤジが死ぬ理由                     | 平野俊一 | 07.6%  |
| 第9話                                                         | 3月13日 | あいつと一緒にいたい理由             | 酒井聖博 | 08.9%  |
| 最終話                                                        | 3月20日 | オヤジに聞かすプロポーズ             | 平野俊一 | 09.6%  |
| 平均視聴率 9.0%（視聴率はビデオリサーチ調べ、関東地区・世帯） |         |                                      |          |        |